# Matti Ilmari
Matti Mikael Ilmari, född 22 oktober 1942 i Hinnerjoki, är en finländsk industriman. 
Ilmari blev diplomingenjör 1968, var marknadsdirektör vid Oy Strömberg Ab 1981–1983, vice verkställande direktör vid Kymi-Strömberg Ab 1983–1986, verkställande direktör för Strömberg Oy 1986–1988, koncernchef för finska ABB Oy 1989–2001 och direktör vid ABB Group i Zürich 2001–2003. Han blev teknologie hedersdoktor 1995 och ekonomie hedersdoktor 1998.